# Beziehungsmarketing
Das Beziehungsmarketing oder englisch relationship marketing widmet sich dem Auf- und Ausbau langfristiger Kundenbeziehungen. Es verfolgt das Ziel, mehr Kunden, zufriedene Kunden und profitable Kunden für ein Unternehmen oder eine Marke zu gewinnen. Anders als im allgemeinen Marketing wird der Fokus also nicht auf das Unternehmen oder das Produkt gelegt, sondern auf die Relation zwischen Unternehmen oder Marke und Kunde.

## Ganzheitlichkeit des Beziehungsmarketings
Kundenbeziehungen unterliegen komplexen Einflüssen und können am vollständigsten in einem ganzheitlich ausgerichteten Marketingsystem gestaltet und erfasst werden. Diese ganzheitliche Herangehensweise verbindet einen qualitativen und quantitativen Bereich. Der qualitative Bereich umfasst alle strategischen Vorarbeiten und Maßnahmen zur Beziehungsförderung, die mittelbar bilanziert werden können. Der quantitative Bereich umfasst die betriebswirtschaftlichen Instrumentarien mit unmittelbarer Messbarkeit. Qualitativer und quantitativer Bereich werden ganzheitlich geplant, das heißt, das Relationship Marketing wird langfristig inhaltlich ausgerichtet und ist somit nicht von kurzfristigen Taktiken bestimmt.
Eine allgemeiner gefasste Definition von Relationship Marketing erweitert den Blickwinkel um die Beziehungen zu anderen Stakeholdern der Unternehmung: Obwohl der Kunde nach wie vor im Zentrum der Aufmerksamkeit steht, wird auch der Austausch mit Zulieferern, Mitarbeitern, der Gesellschaft und der Konkurrenz stärker berücksichtigt.
Um die vielfältigen für das Beziehungsmarketing relevanten Aspekte einzubeziehen, bietet sich ein methodisches Vorgehen an. Beispielsweise kann die Relationship-Equity-Methode angewendet werden. Dabei werden die Beziehungen zu bestehenden Kunden analysiert, zielorientiert auf- und ausgebaut, kundenspezifisch gestaltet und systematisch gesteuert. Die Kundenbeziehungen verbessern sich hierdurch in Hinsicht auf Anzahl, Zufriedenheit und Profitabilität. Die Wertschöpfung insgesamt wird schließlich erhöht.

## Grundlegendes Verständnis
Durch das Beziehungsmarketing oder Relationship Marketing sollen langfristige Kundenbeziehungen (Kundenbindung) aufgebaut werden. Diese können sich nur entwickeln, wenn die Kunden in ihren Bedürfnissen und Ansprüchen anerkannt und hierzu passende Marketingmaßnahmen entwickelt werden. Dieses qualitativ ausgerichtete Beziehungsmarketing berücksichtigt interdisziplinäre Erkenntnisse, beispielsweise aus der Beziehungspsychologie. So genannte „weiche“ Faktoren wie etwa das positive Grundgefühl in einer Kundenbeziehung finden Berücksichtigung.

## Dynamisch gestaltetes Marketing
Die dialogische Kommunikation mit den Kunden über sämtliche Kanäle ist ein entscheidender Aspekt für das Beziehungsmarketing und kann für die gesamte Unternehmenskultur eine Vorreiterrolle übernehmen. Das Beziehungsmarketing nimmt dabei im Unterschied zum klassischen Marketing nicht länger eine managementbezogene Position ein. In einem dynamischen Prozess hat der Kunde die Möglichkeit, zum Mitgestalter der Beziehung zu werden. Hinausweisend über lediglich instrumentale Marketingmaßnahmen können sich hierbei die Kunden mit dem Unternehmen identifizieren und eine emotionale Verbundenheit entwickeln. Es bilden sich Beziehungswerte heraus, die die Wirkung und Effektivität des Marketings erhöhen. 

## Individuelle Kundenbeziehung
Regelmäßige und damit eingespielte Kaufvorgänge bedürfen weniger Informations- und Koordinationsaufwand und können den Geschäftsverlauf stabilisieren. Der wesentliche Vorteil ist jedoch, dass sie eine individuelle Beziehung zwischen Unternehmen und Kunden entstehen lassen, die von Mitbewerbern nur unter erheblichen Anstrengungen gestört werden kann. Dabei ermöglicht die individuelle Kundenbeziehung, mit dem Kunden sehr gezielt in den Dialog zu treten und hierdurch Marketingmaßnahmen effizient zu gestalten.

## Betriebswirtschaftliche Ausgangslage und Ziel
Die notwendigen Erlöse zur Deckung der Kosten und zur Erzielung eines Gewinns können von Neukunden oder von Bestandskunden herrühren. Insbesondere in der frühen Phase eines Produkt-/Unternehmenslebenszyklus, wenn der Kundenbestand noch klein oder gar inexistent ist, aber auch in einer späteren Phase, wenn nämlich das Umsatzpotential bei Bestandskunden ausgeschöpft ist, steht die Akquisition von Neukunden im Mittelpunkt. In wirtschaftlich schwierigeren Zeiten, bei sich dynamisch verändernden Marktbedingungen, mit zunehmendem Wettbewerb, dem von der Kostenseite herrührenden Zwang zu Wachstum und dem Kampf um Marktanteile wird der Ausbau der Beziehungen zu den Bestandskunden immer wichtiger. Dazu kommt, dass die Gewinnung neuer Kunden in der Regel kostenintensiver ist als eine Geschäftsexpansion mit Bestandskunden.
Das wirtschaftliche Ziel des Relationship Marketing ist, Kunden langfristig profitabel an das Unternehmen zu binden. Kundendeckungsbeitrag oder Customer Lifetime Value sind hier z. B. mögliche Steuermechanismen. Voraussetzung hierfür ist einerseits der Aufbau einer Stammkundschaft und andererseits deren Bindung an das Unternehmen, was einen Anbieter- bzw. Markenwechsel verringern/verhindern und die Wiederkaufrate erhöhen soll.

## Betriebswirtschaftlich orientierte Marketingmaßnahmen
Beim Relationship Marketing steht die gesamte Geschäftsbeziehung mit dem Kunden im Marketingfokus. Dabei handelt es sich zum einen um Varianten des klassischen Marketinginstrumentariums und zum anderen um kundenorientierte Managementkonzepte. Einige Erscheinungsformen von Relationship Marketing sollen hier beispielhaft aufgezählt werden: Produktentwicklung in Kooperation mit Kunden, Integration der Kunden in die Wertkette, kundenindividuelle Produktanpassungen, Value Added Services, Leistungsgarantien; Preiszugeständnisse für Stammkunden, Treuerabatte, Bonusprogramme, Preisgarantien, Preisgleitklauseln; Kundenbeiräte, Stammkunden-Service(nummer), Kundenzeitschriften, Stammkundenevents, Abonnements; Cross-Selling, Post Sale Marketing, Kundenrückgewinnung; Kundenclubs, Kundenkarten, stammkundenfreundliches Beschwerdemanagement. Darüber hinaus kommt bei Großkunden die spezielle Behandlung von Key Accounts durch Key Account Manager hinzu.

## Erhöhte betriebswirtschaftliche Effizienz
Der Nutzen einer hochwertigen Beziehung zu den Kunden ist vielschichtig: Einerseits steigt bei positivem Verlauf einer Kundenbeziehung die Preisbereitschaft, die Fehlertoleranz und das Umsatzvolumen pro Kunde. Durch bessere Kenntnis über die Bedürfnisse der einzelnen Kunden bzw. durch die wachsenden Kenntnisse auf Seite des Kunden bezüglich der firmeninternen Prozesse nimmt der Betreuungsaufwand ab. Drittens kann eine Firma durch einen intensiven Kundendialog schneller auf veränderte Nachfrage und Verbesserungspotenziale reagieren. Und letztens kann eine hohe Kundentreue – unter bestimmten Umständen – als Eintrittsbarriere gegenüber potentiellen Konkurrenten betrachtet werden.

## Datenmanagement/CRM
Ein wirkungsvolles Beziehungsmarketing wird durch die wachsende Verfügbarkeit individueller Daten erleichtert. Diese Kundendaten liefert dem Relationship Marketing eine Software für das CRM (Customer-Relationship-Management). Die CRM-Software kann auf Datenbanken mit sämtlichen Kundendaten zugreifen. Die kundenspezifischen Auswertungen aus derartigen leistungsstarken Kundendatenbanken ermöglichen ein sehr erfolgversprechendes Relationship Marketing. Der Einsatz von CRM-Systemen alleine ist allerdings noch keine Garantie für ein erfolgreiches Beziehungsmarketing. In vielen Fällen der Praxisanwendung von CRM bleiben die Erfolge hinter den Erwartungen zurück, was oftmals auf eine einseitige Anwendung mit mangelhafter Integration in das Unternehmen zurückzuführen ist. Hier ist eine ganzheitliche Einbettung in das Relationship Marketing erforderlich.